# Handball Tirol
Handball Tirol ist ein Herren-Handballverein aus Tirol in Österreich.

## Geschichte
Im Jahr 2013 beschlossen die Vereine ULZ Schwaz und HIT Innsbruck eine finanziell motivierte Kooperation unter dem Namen Handball Tirol einzugehen. Diese Gemeinschaft umfasst nur die Mannschaften, die an der Handball Liga Austria und Handball Bundesliga Austria teilnehmen. Dabei wird ein Team in Innsbruck in der HBA antreten, während in Schwaz HLA gespielt wird. Ziel ist es in der zweithöchsten Spielklasse jungen Nachwuchsspielern Spielzeit zu geben und sie so langsam an das Leistungsniveau im Spitzensport heranzuführen. Seit der Saison 2018/19 tritt die zweite Mannschaft von Handball Tirol in der italienischen Serie A2 an.
In der Saison 2013/14 konnte die erste Mannschaft, unter Erwin Gierlinger, in der HLA den 7. Rang erreichen, in der zweiten Liga kam man bis ins Ligafinale, scheiterte dort aber an Union St. Pölten. Im März 2015 wurde Raúl Alonso als Trainer verpflichtet. Alonso war davor für den Nachwuchs des THW Kiel verantwortlich und war bei den Tirolern zwischen der Saison 2015/16 und 2017/18. In der Folge übernahm der Co-Trainer Sebastià Salvat ehe Frank Bergemann noch im Februar als Trainer vorgestellt wurde.  Die letzten Jahre konnte das Team immer frühzeitig den Klassenerhalt sichern scheiterte jedoch 2015/16, 2017/18 und 2018/19 im Viertelfinale sowie 2016/17 im Halbfinale. 2024/25 konnte die erste Mannschaft den Titel im ÖHB-Cup gewinnen und sicherte sich damit den ersten Titel seit der Gründung von Handball Tirol.

## HLA-Kader 2024/25
| Nr. | Name                 | Nationalität | Position        | im Team seit | Letzter Verein                 |
| --- | -------------------- | ------------ | --------------- | ------------ | ------------------------------ |
| 12  | Tobias Alber         | Österreicher | Tor             | 2019         | UHC Absam                      |
| 23  | Aljaksej Kischou     | Weißrusse    | Tor             | 2020         | SKA Minsk                      |
| 52  | Boris Tanic          | Österreicher | Tor             | 2023         | Handballclub Fivers Margareten |
| 2   | Alexander Wanitschek | Österreicher | Links Außen     | Jugend       | Jugend Schwaz                  |
| 3   | Thomas Kandolf       | Österreicher | Rückraum Rechts | 2023         | UHK Krems                      |
| 5   | Anton Lamesic        | Österreicher | Kreis           | Jugend       | --                             |
| 6   | Emanuel Petrusic     | Österreicher | Kreis           | Jugend       | --                             |
| 8   | Sebastian Spendier   | Österreicher | Rückraum Mitte  | 2017         | Union Leoben                   |
| 17  | Filip Perić          | Kroate       | Rechts Außen    | 2022         | RK Poreč                       |
| 19  | Petar Medić          | Kroate       | Rückraum Mitte  | 2019         | RK Drubrava                    |
| 21  | Philipp Jochimsen    | Österreicher | Rechts Außen    | 2024         | medalp Handball Tirol          |
| 22  | Luca Lechleitner     | Österreicher | Rückraum Rechts | Jugend       | --                             |
| 26  | Michael Miskovez     | Österreicher | Rückraum Links  | 2017         | SG Handball West Wien          |
| 32  | Tobias Grothues      | Deutscher    | Rückraum Mitte  | 2021         | UHC Absam                      |
| 35  | Thomas Wagner        | Österreicher | Rückraum Mitte  | 2023         | SC Magdeburg – Jugend          |
| 77  | Lukas Prader         | Österreicher | Links Außen     | Jugend       | --                             |
| 97  | Samuel Kofler        | Österreicher | Kreis           | 2023         | SG Handball Westwien           |
| 99  | Johannes Demmerer    | Österreicher | Rückraum Rechts | Jugend       | --                             |

| Zugänge 2024/25 - Philipp Jochimsen (medalp Handball Tirol) | Abgänge 2024/25 |

| Zugänge 2025/26 | Abgänge 2025/26 - Alexander Wanitschek (Karriereende) - Aljaksej Kischou (HC Linz AG) |

### Trainer
(seit 2013)
- Christoph Jauernik (seit 2023)
- Klaus Hagleitner (2022–2022)
- Gerald Zeiner (2022)
- Frank Bergemann (2018–2021)
- Raúl Alonso (2015–2018)
- Krešimir Maraković (2014–2015)
- Erwin Gierlinger (2013–2014)

## Erfolge
ÖHB-Cup
- Sieger (1): 2024/25